# Conotrachelus adspersus
Conotrachelus adspersus – gatunek chrząszcza z rodziny ryjkowcowatych.

## Zasięg występowania
Ameryka Północna – notowany w amerykańskich stanach Illinois i Kansas.